# 氟化亚铜
氟化亚铜是一种无机化合物，其化学式为CuF。它的存在性仍是不确定的。1933年时由报道称它的晶体结构为立方晶系闪锌矿型。现代的教科书大多认为氟化亚铜未曾被发现，因为氟的电负性太高以至于它总是会把铜氧化至+2氧化态。但是衍生的配合物却是已知的并进行了深入研究，例如[(Ph3P)3CuF]。

## 制备与反应
它可以由氟化铜的还原来制备：
2CuF → Cu + CuF2
或者使用氟化氢在高温下氟化氯化亚铜：
CuCl + HF → CuF + HCl
与氯化亚铜不同的是，氟化亚铜在环境中容易按1：1的比例歧化成氟化铜和铜单质，除非它形成了稳定的配合物，例如[Cu(N2)F]。歧化反应导致氟化亚铜样品会缓慢变成淡青色，也就是氟化铜的颜色。